# Caroussel-Marsch
Der Caroussel-Marsch ist ein Marsch von Johann Strauss (Sohn) (op. 133). Das Werk wurde am 14. Juni 1853 im Wiener Volksgarten erstmals aufgeführt.

## Einzelnachweis
1. ↑  Quelle: Englische Version des Booklets (Seite 25) in der 52 CDs umfassenden Gesamtausgabe der Orchesterwerke von Johann Strauß (Sohn), Hrsg. Naxos (Label). Das Werk ist als dritter Titel auf der 6. CD zu hören.